# G4S Lietuva
Uždaroji akcinė bendrovė G4S Lietuva ist das größte (nach Mitarbeiterzahl) Sicherheitsunternehmen in Litauen, Mitglied von G4S. Es beschäftigt 1.855 Mitarbeiter (2013). 2012 erzielte es den Umsatz von 95,373 Mio. Litas. Es überwacht über 25.000 Objekte.
Das Unternehmen gehört dem estnischen AS G4S Baltics, dieses gehört dem britischen  G4S.

## Geschichte
1994 wurde die UAB Redenas registriert. Sie wurde 1997 zu UAB ESS Saugos tarnyba, 1999 zu UAB Falck Security und 2007 zu UAB G4S Lietuva.